# Revaz Lasjchi
Revaz Lasjchi, född den 26 maj 1988 i Bordzjomi, Georgien, är en georgisk brottare som tog OS-silver i fjäderviktsbrottning vid de grekisk-romerska OS-brottningstävlingarna 2012 i London.